# Capheris crassimana
Capheris crassimana là một loài nhện trong họ Zodariidae.
Loài này thuộc chi Capheris. Capheris crassimana được Eugène Simon miêu tả năm 1887.